# 2032年歐洲足球錦標賽
2032年歐洲國家盃，通稱2032年歐洲盃（UEFA Euro 2032），簡稱Euro 2032，是第 19 屆四年一度的歐洲國家盃，由歐洲足總主辦。賽事將會由義大利和土耳其舉行。

## 申辦過程
2022年4月28日，歐足總宣布，義大利、土耳其和俄羅斯（後來被認定不符合資格）三個申辦國已宣布有意主辦該賽事。
2023年10月4日，土耳其正式放棄申辦2028年歐洲盃，以便專注於與義大利聯合申辦2032年歐洲盃。在無人反對情況下，兩國於2023年10月10日在瑞士錫永被宣布成為2032年歐洲盃主辦國。